# Vallereuil
Vallereuil (okzitanisch Valaruelh) ist ein südwestfranzösischer Ort und eine Gemeinde (commune) mit 261 Einwohnern (Stand: 1. Januar 2022) im Zentrum des Départements Dordogne in der Region Nouvelle-Aquitaine (vor 2016: Aquitanien). Die Gemeinde besteht aus dem Hauptort sowie mehreren Weilern (hameaux) und Einzelgehöften (fermes).

## Lage und Klima
Der Ort Vallereuil liegt in der alten Kulturlandschaft des Périgord ca. 30 km (Fahrtstrecke) südwestlich von Périgueux bzw. gut 27 km südöstlich von Ribérac in einer Höhe von ca. 110 m. Das Klima ist gemäßigt; Regen (ca. 890 mm/Jahr) fällt übers Jahr verteilt.

## Bevölkerungsentwicklung
| Jahr      | 1800 | 1851 | 1901 | 1954 | 1999 | 2015 |
| Einwohner | 490  | 523  | 328  | 303  | 273  | 296  |

Der kontinuierliche Bevölkerungsrückgang seit der zweiten Hälfte des 19. Jahrhunderts ist im Wesentlichen auf die Reblauskrise im Weinbau und die Mechanisierung der Landwirtschaft zurückzuführen; hinzu kommt die immer noch anhaltende Aufgabe von bäuerlichen Kleinbetrieben. 

## Wirtschaft
Die Gemeinde ist immer noch in hohem Maße land- und forstwirtschaftlich geprägt; der in früheren Zeiten durchaus bedeutsame Weinbau spielt kaum noch eine Rolle. Im Ort selber haben sich Kleinhändler, Handwerker und Dienstleister niedergelassen. Seit den 1960er Jahren werden einige der leerstehenden Häuser als Ferienwohnungen (gîtes) vermietet.

## Geschichte
Über die mittelalterliche und frühneuzeitliche Geschichte des Orts ist nichts bekannt; lediglich der latinisierte Name Vallis et Rivoli („Täler und Bäche“) ist überliefert. Die örtliche Pfarrkirche stammt aus dem 12., die Glocke aus dem 15. Jahrhundert.

## Sehenswürdigkeiten
- Die gedrungen wirkende spätromanisch-frühgotische Église Notre-Dame de l’Assomption steht an einem Hang am Ortsrand. Der zweigeteilte Glockengiebel (clocher mur) über dem mit einem Diamantstab überfangenen Rundbogenportal ist eine spätere Zutat. Das Innere der Kirche wurde zu Beginn des 21. Jahrhunderts restauriert.
- Neben der Kirche steht ein schmiedeeisernes Kreuz auf einem Sockel.
- Im Ort befindet sich ein Wasserrad.

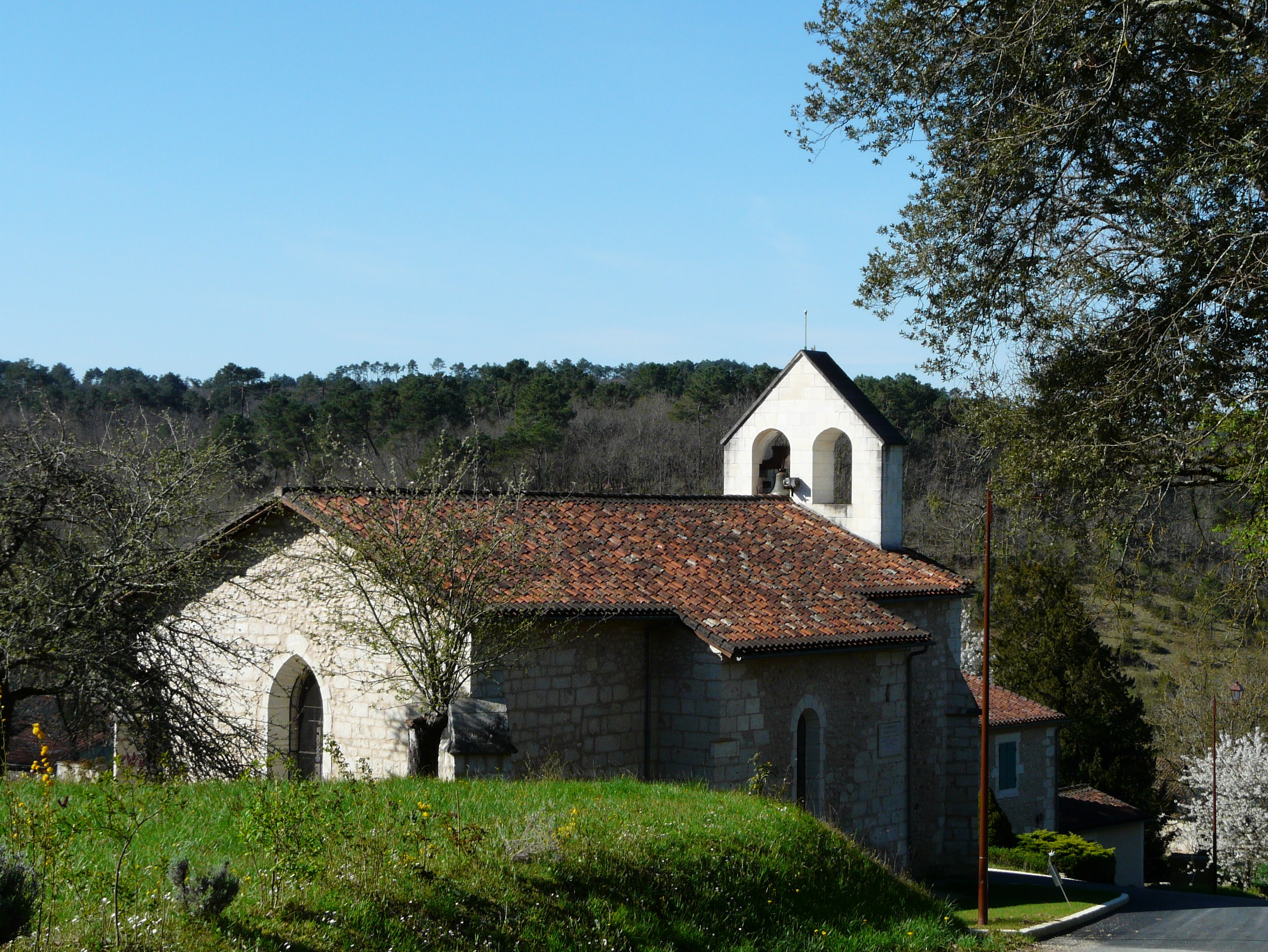
Kirche Mariä Himmelfahrt
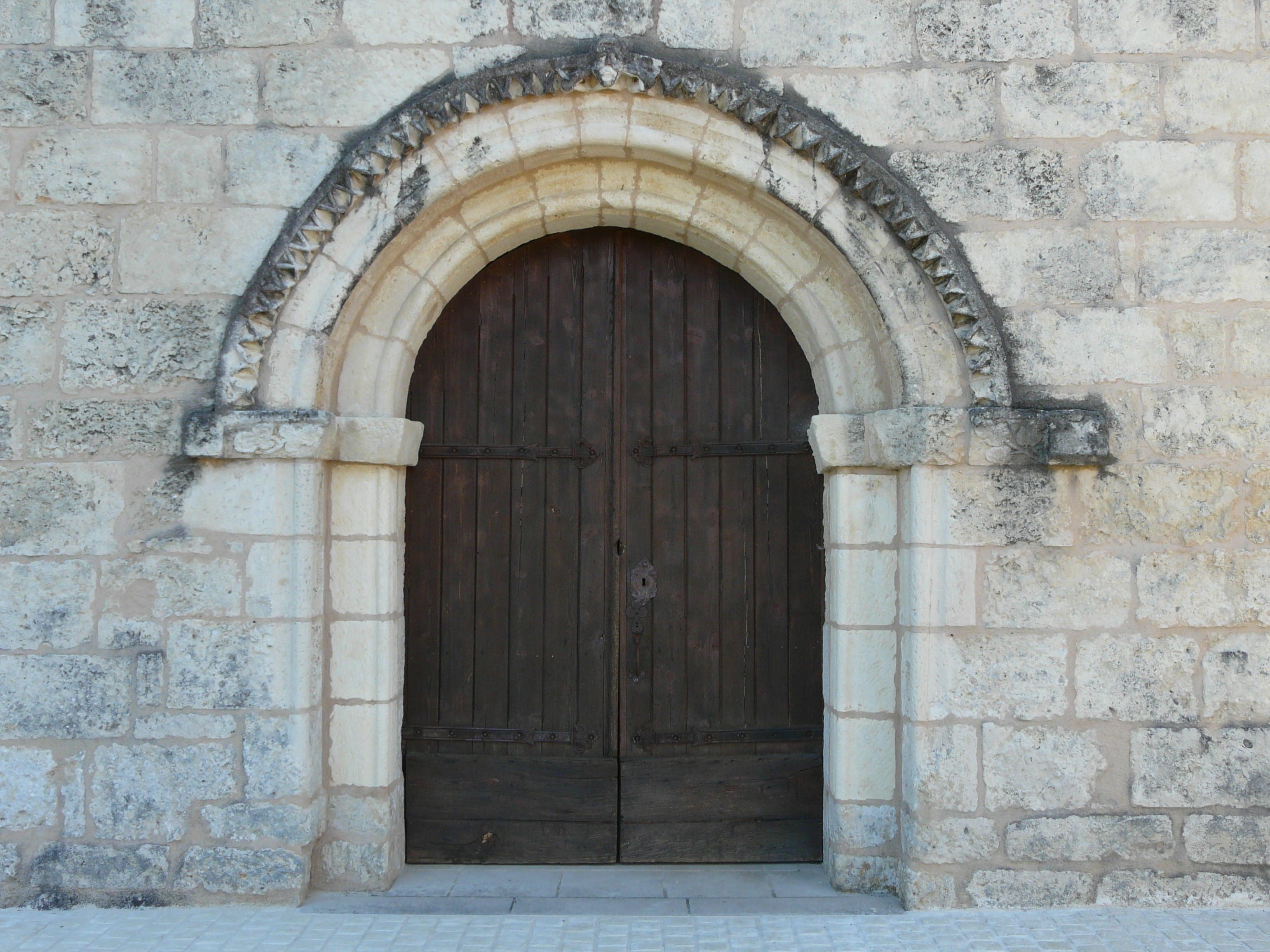
Portal der Kirche
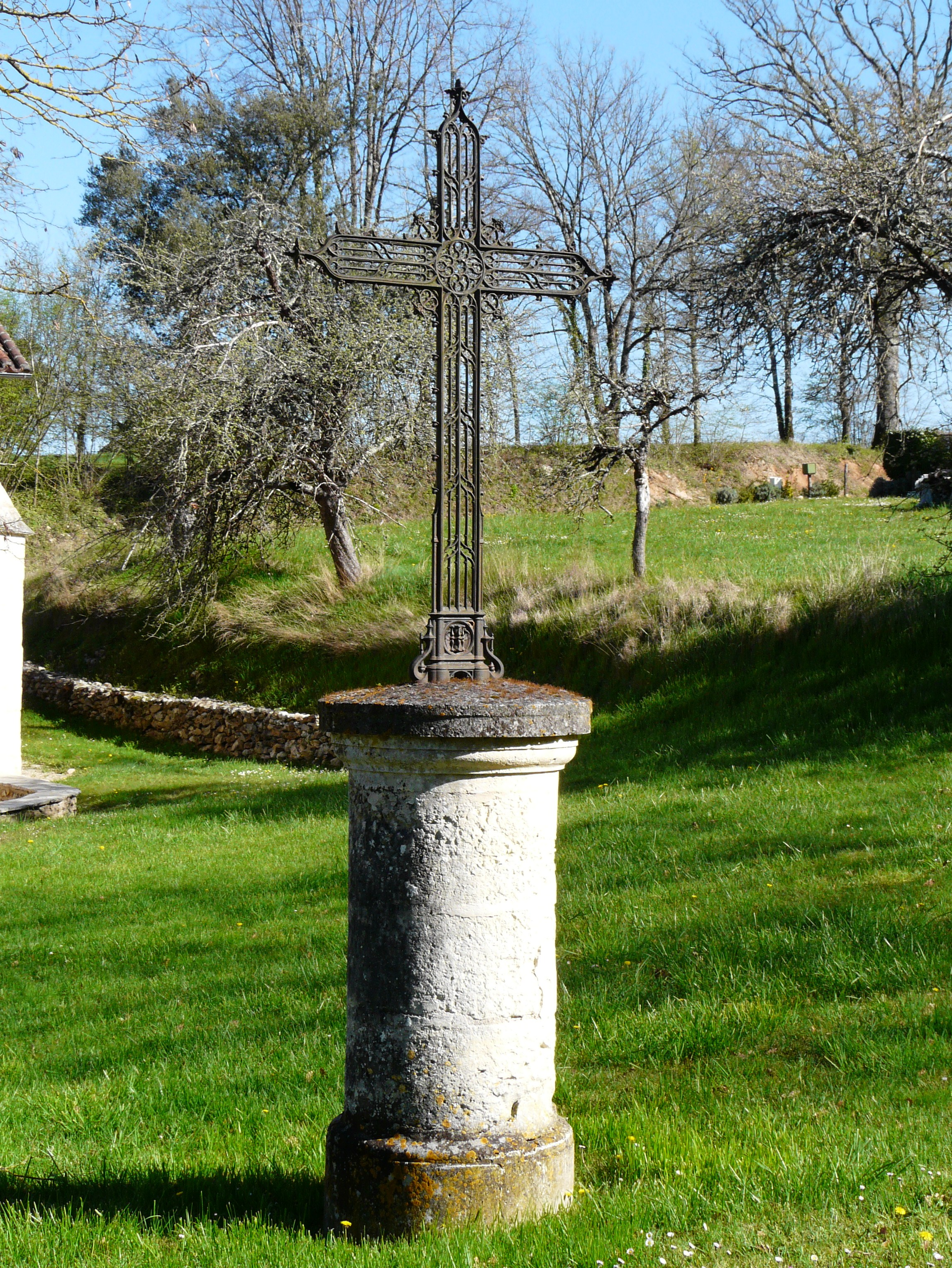
Kreuz (croix)
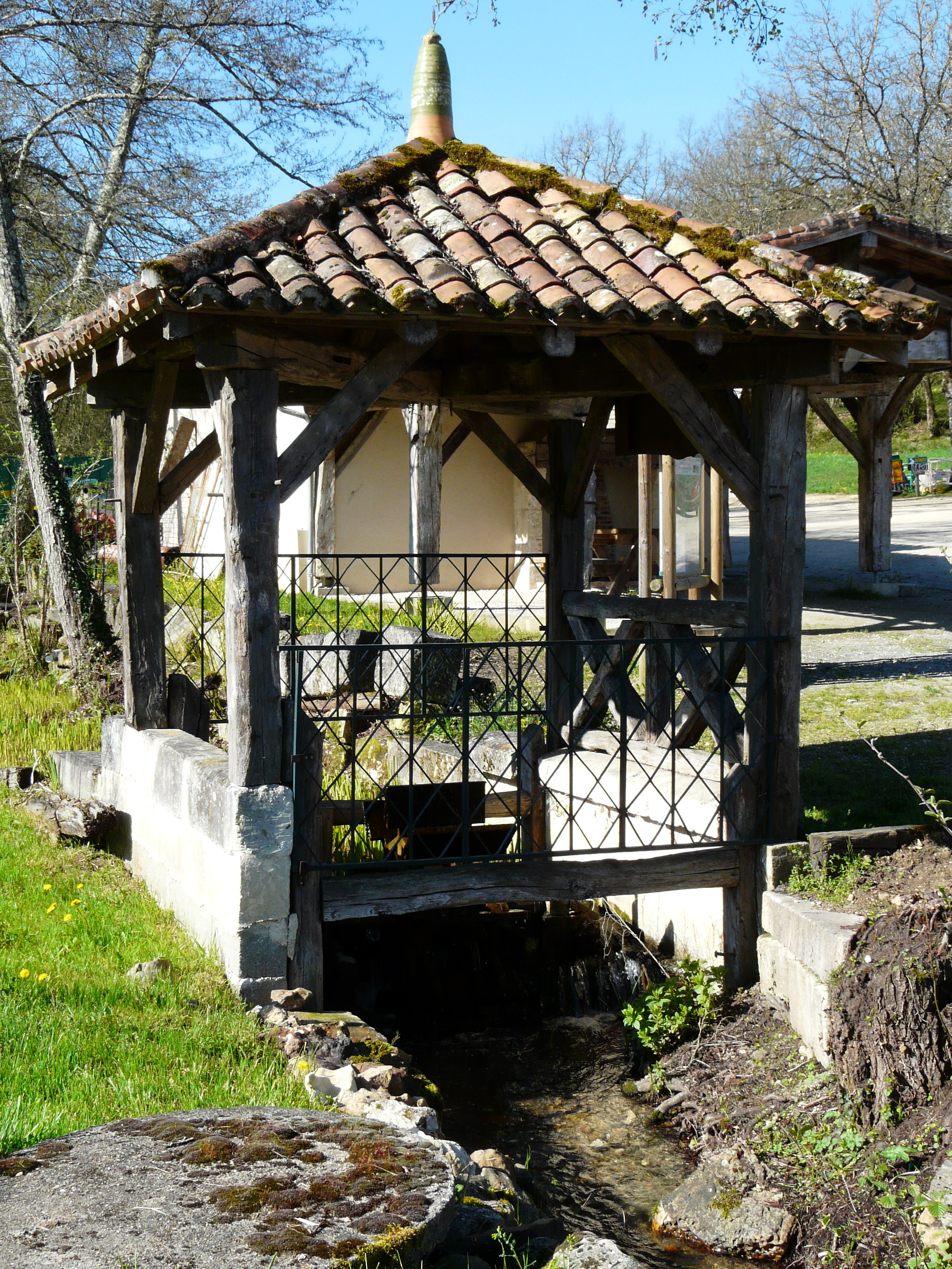
Wasserrad (roue)
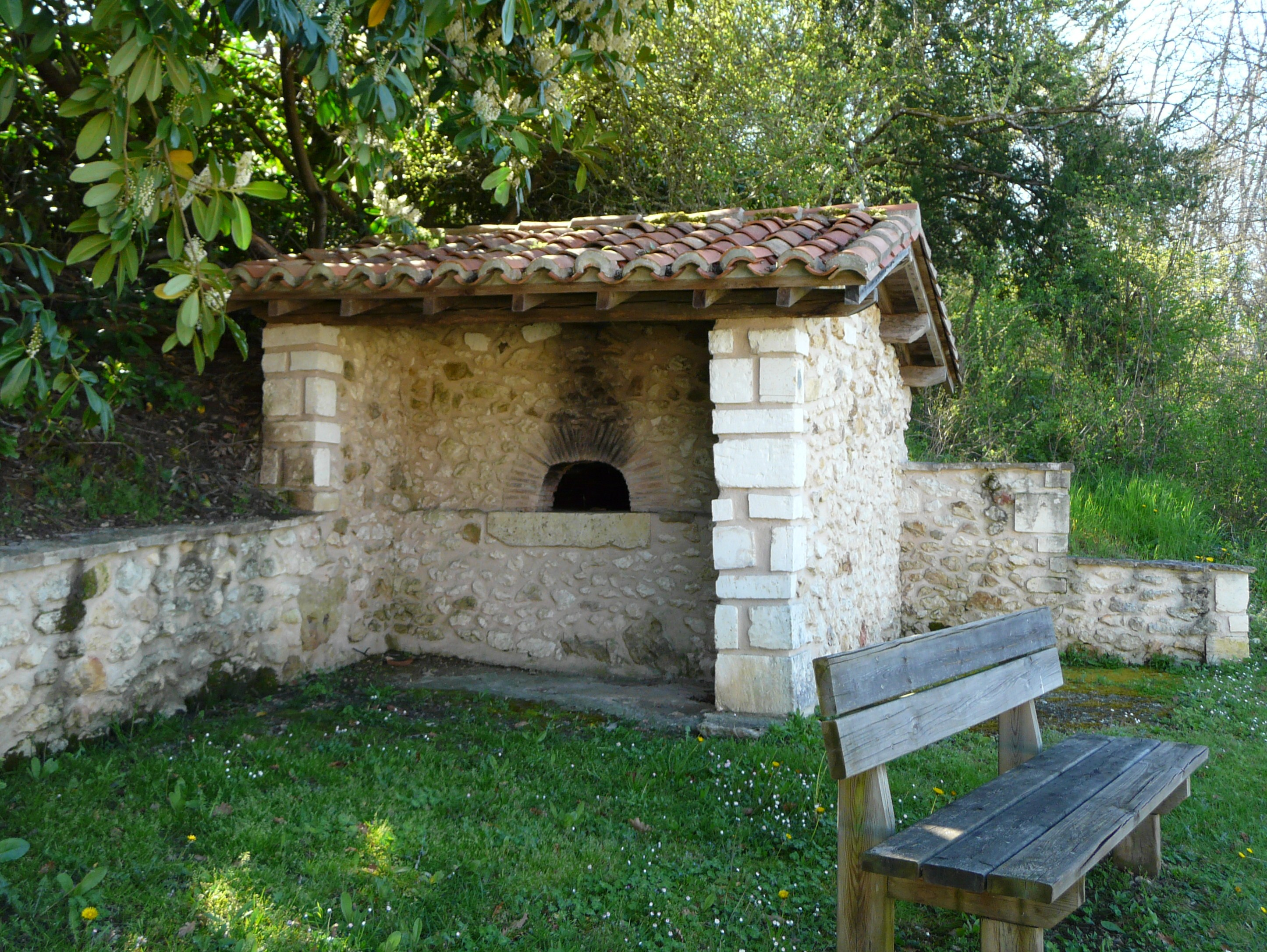
Backhaus (four)